# Take You Down
Take You Down is een nummer van de Amerikaanse zanger Chris Brown. Het nummer werd uitgebracht op 12 januari 2007 door het platenlabel Jive. Het nummer behaalde de 92e positie in de Billboard Hot 100 en de 43e positie in de UK Singles Chart.